# Mile (Honghe)
Mile (chinesisch 弥勒市, Pinyin Mílè Shì) ist eine kreisfreie Stadt im Autonomen Bezirk Honghe der Hani und Yi in der chinesischen Provinz Yunnan.
Die Fläche beträgt 3.913 Quadratkilometer und die Einwohnerzahl 538.083 (Stand: Zensus 2020). 1999 zählte Mile 477.700 Einwohner.
Am 24. Januar 2013 wurde der ehemalige Kreis Mile in eine kreisfreie Stadt umgewandelt.

## Administrative Gliederung
Auf Gemeindeebene setzt sich Mile aus fünf Großgemeinden und sieben Gemeinden zusammen. Diese sind:
- Großgemeinde Miyang 弥阳镇
- Großgemeinde Xinshao 新哨镇
- Großgemeinde Hongxi 虹溪镇
- Großgemeinde Zhuyuan 竹园镇
- Großgemeinde Xunjiansi 巡检司镇
- Gemeinde Midong 弥东乡
- Gemeinde Xiyi 西一乡
- Gemeinde Xi’er 西二乡
- Gemeinde Xisan 西三乡
- Gemeinde Wushan 五山乡
- Gemeinde Dongshan 东山乡
- Gemeinde Jiangbian 江边乡